# International Klein Blue

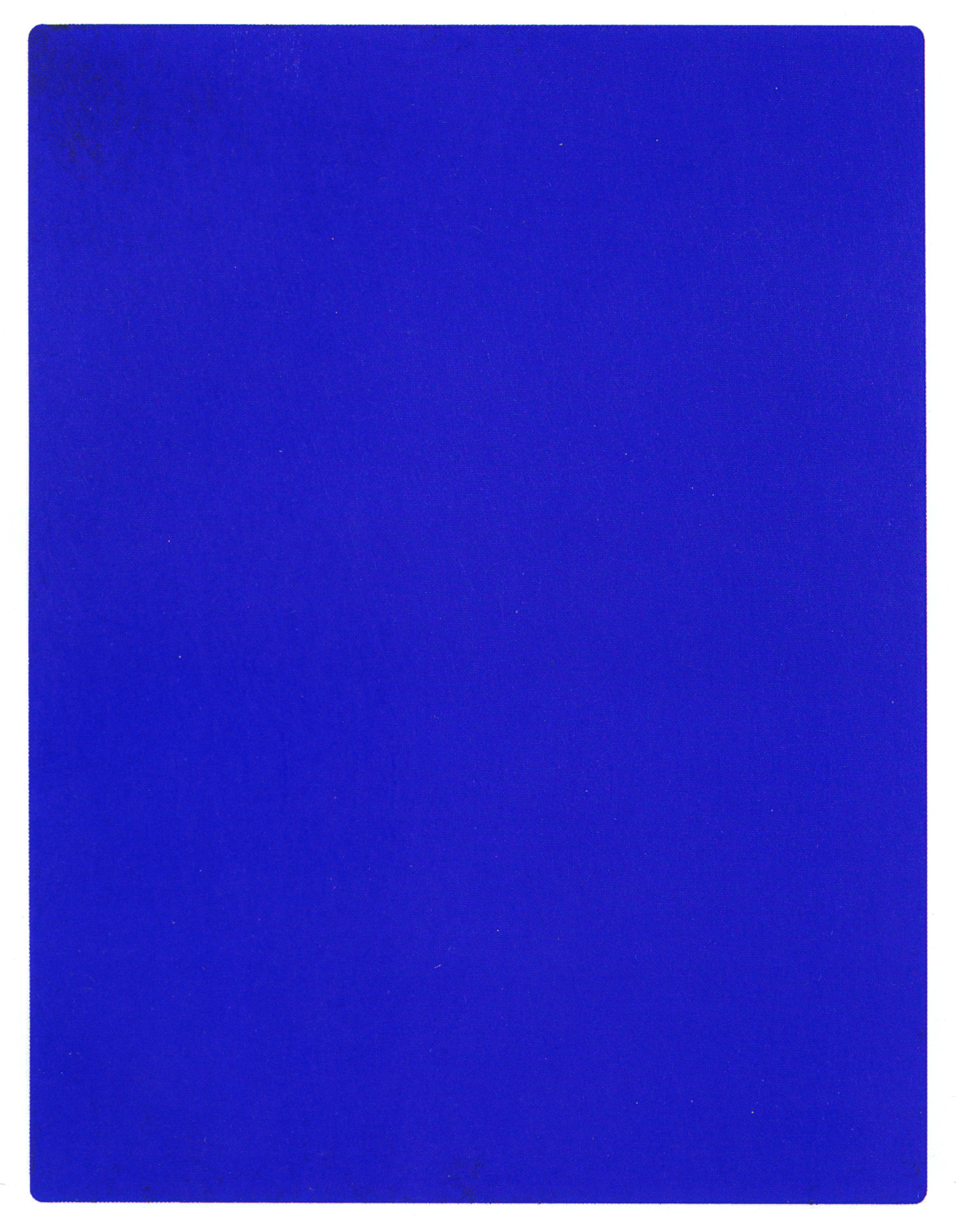
IKB 191 (1962), uma das várias obras que Klein pintou com International Klein Blue

International Klein Blue (IKB) é um tom de azul profundo misturado pela primeira vez pelo artista francês Yves Klein. O impacto visual do IKB vem de sua forte dependência do ultramarino, bem como da aplicação muitas vezes espessa e texturizada de tinta na tela por Klein.

## História

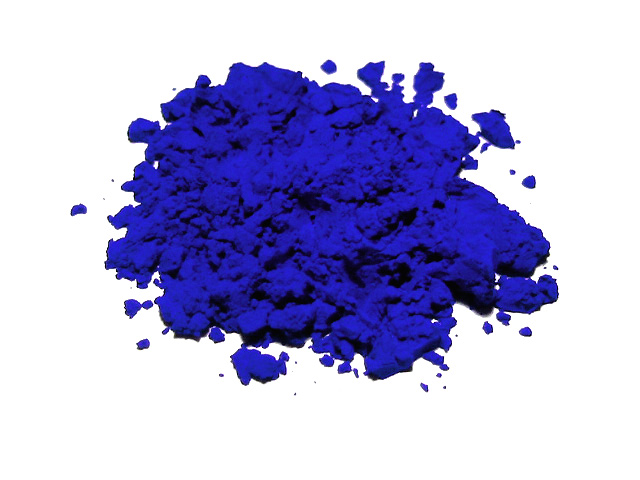
Ultramarino sintético, semelhante ao usado no pigmento IKB

O International Klein Blue (IKB) foi desenvolvido por Yves Klein em colaboração com Edouard Adam, um fornecedor parisiense de tintas artísticas cuja loja ainda funciona no Boulevard Edgar-Quinet em Montparnasse. IKB usa um aglutinante de resina sintética fosca que suspende a cor e permite que o pigmento mantenha o máximo possível de suas qualidades originais e intensidade de cor. A resina sintética utilizada no ligante é um acetato de polivinila desenvolvido e comercializado na época sob o nome Rhodopas M ou M60A pela empresa farmacêutica francesa Rhône-Poulenc. Adam ainda vende o fichário com o nome "Médium Adam 25".
Em maio de 1960, Klein depositou um envelope soleau, registrando a fórmula da tinta sob o nome International Klein Blue (IKB) no Institut national de la propriété industrielle (INPI), mas nunca patenteou o IKB. Válido apenas pela lei francesa, um envelope soleau registra a data da invenção, de acordo com o depositante, antes de qualquer pedido legal de patente. A cópia em poder do INPI foi destruída em 1965. A cópia do próprio Klein, que o INPI lhe devolveu devidamente carimbada, ainda existe.
Em março de 1960, Klein patenteou um método pelo qual conseguia se distanciar da criação física de suas pinturas, dirigindo remotamente modelos cobertos de cores.

## Uso na arte de Yves Klein
Embora Klein tenha trabalhado extensivamente com o azul no início de sua carreira, foi somente em 1958 que ele o usou como componente central de uma peça (a cor efetivamente se tornou a arte). Klein embarcou em uma série de trabalhos monocromáticos usando o IKB como tema central. Isso incluía arte performática em que Klein pintava corpos nus de modelos e os fazia andar, rolar e se espalhar sobre telas em branco, bem como telas monocromáticas mais convencionais. Seis esculturas de Klein no Musiktheater im Revier, Gelsenkirchen, Alemanha, foram feitas em IKB. Uma obra de arte que ele fez é a Antropometrie.
Na apresentação original da Symphonie Monoton-Silence de Klein em 1960, três modelos nuas no palco foram pintadas com tinta corporal International Klein Blue durante a apresentação e deixaram marcas de seus corpos na tela.